# 지미 미스트리
지미 미스트리(Jimi Mistry, 1973년 1월 1일 ~ )는 잉글랜드의 배우이다.

## 출연 작품
- 더 신디케이트 시즌2 (2013)
- 베이스먼트 (2010)
- 페스티벌 오브 라이츠 (2010)
- It's a Wonderful Afterlife (2010)
- 웨스트 이즈 웨스트 (2010)
- 이그잼 (2009)
- 2012 (2009)
- 파티션 (2007)
- 니얼리 페이머스 (2007)
- 블러드 다이아몬드 (2006)
- 데드 피쉬 (2005)
- 터치 오브 핑크 (2004)
- 어바웃 러브 (2004)
- 엘라 인챈티드 (2004)
- 구루 (2002)
- 마이 킹덤 (2001)
- 본 로맨틱 (2000)
- 우리는 파키스탄인 (1999)
- 이스트엔더스 (1985)